# Triphosa ravulata
Triphosa ravulata är en fjärilsart som beskrevs av Otto Staudinger 1892. Triphosa ravulata ingår i släktet Triphosa och familjen mätare. Inga underarter finns listade i Catalogue of Life.